# Schefflera humblotiana
Schefflera humblotiana là một loài thực vật có hoa trong Họ Cuồng cuồng. Loài này được Drake miêu tả khoa học đầu tiên năm 1896.